# アーサー・アンソニー・マクドネル

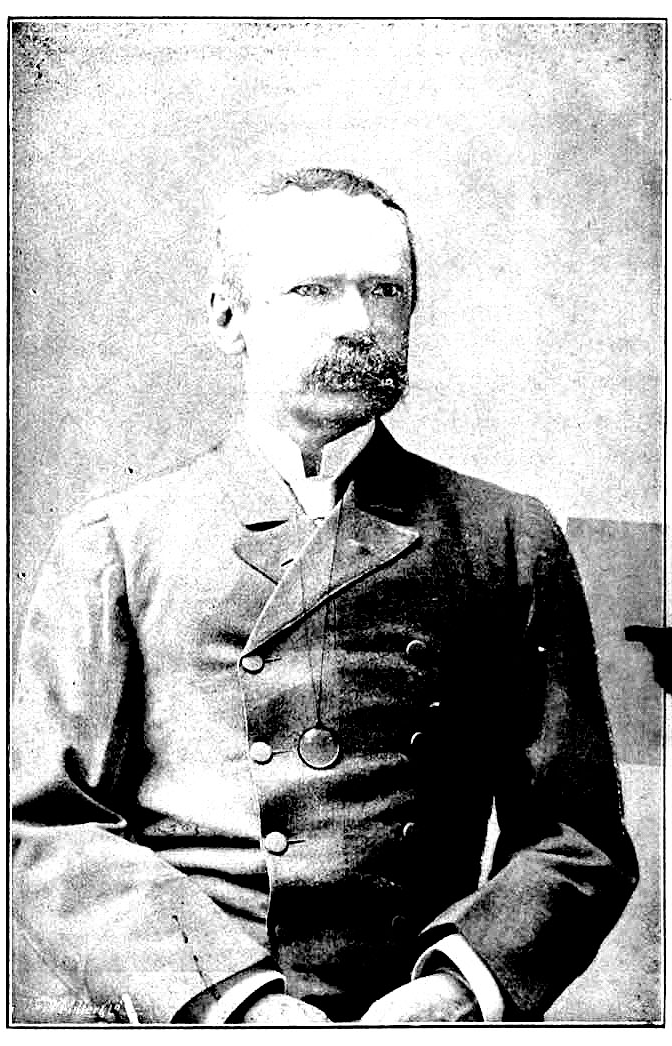

アーサー・アンソニー・マクドネル（Arthur Anthony Macdonell、1854年5月11日 - 1930年12月28日）は、イギリスの東洋学者。ヴェーダとサンスクリットに通じ、オックスフォード大学の第3代サンスクリット教授をつとめた。『サンスクリット文学史』などの著書があるほか、サンスクリットの文法書や辞典は現在も使われる。

## 略歴
マクドネルはスコットランド人で、ビハール北部のムザッファルプルで生まれた。父は英印軍の軍人だった。1861年に母に連れられてイギリスに引っ越した。その後、ドイツに渡ってゲッティンゲンで教育を受け、1875年にゲッティンゲン大学への入学許可を得て、テーオドール・ベンファイの下でサンスクリットと比較言語学の学習を開始した。
翌年からオックスフォード大学のコーパス・クリスティ・カレッジで学び、1880年に学士、1883年に修士の学位を取得した。同校でフリードリヒ・マックス・ミュラーの協力者として働いた。ふたたびドイツに渡ってルドルフ・フォン・ロートについて学び、1884年にライプツィヒ大学の博士の学位を取得して帰国した。
オックスフォードのサンスクリット教授だったモニエル・モニエル＝ウィリアムズが健康を損なった1888年以降、モニエルの代理として働いた。1899年にモニエルが没すると、後をついで第3代サンスクリット教授およびインド研究所長に就任し、1926年までその地位にあった。
1906年にはイギリス学士院のフェロー(FBA)に選ばれた。1921年から1924年まで王立アジア協会の副会長をつとめた。

## 主要な著書
マクドネルはとくにヴェーダに関する著書が多い。
- Kâtyâyana's Sarvânukramanî of the Rigveda. Oxford: Clarendon Press. (1886)（本文と注釈。ライプツィヒ大学の博士論文を英訳したもの）
- Vedic Mythology. Strassburg: Karl J. Trübner. (1897)
- A History of Sanskrit Literature. New York: D. Appleton and Company. (1900)
  - 邦訳1：矢崎美盛 訳『印度文學史』向陵社、1916年。
  - 邦訳2：木村俊彦 訳『マクドネル・サンスクリット文学史：古代インド宗教文献概説』山喜房仏書林、1975年。（2014年に3訂版を出版）
- The Br̥had-Devatā. 1. Cambridge, MA: Harvard University. (1904) 第2巻（『ブリハッド・デーヴァター』(英語)校訂本文と訳注）
- Vedic Grammar. Strassburg: Karl J. Trübner. (1910)
- Vedic Index of Names and Subjects. 1. Oxford: Clarendon Press. (1912) 第2巻（Arthur Berriedale Keith と共著）
- Lectures on Comparative Religion. Calcutta: The University of Calcutta. (1925)
- India's Past, a survey of her Literatures, Religions, Languages and Antiquities. Oxford: Clarendon Press. (1927)
  - 邦訳：大沢貞蔵 訳『インド文化史』地平社、1943年。

教育用の文法書・読本も出版した。
- A Vedic Grammar for Students. Oxford: Clarendon Press. (1916)
- A Vedic Reader for Students. Oxford: Clarendon Press. (1917)
- A Sanskrit Grammar for Students (3rd ed.). Oxford University Press. (1927)（マックス・ミュラーの文法書を学生向けに書き直した『A Sanskrit Grammar for Beginners』(1886)の改訂版）

マクドネルのサンスクリット辞典は現在も使われる。
- A Sanskrit-English Dictionary. London: Longmans, Green and Co. (1893)（1924年に『A Practical Sanskrit Dictionary』と改題して Oxford University Press から出版）